# デビッド・バーク (プラント・ハンター)
デビッド・バーク(David Burke、1854年 – 1897年4月11日）はイギリスのプラント・ハンターである。ヴィーチ商会（James Veitch & Sons）が世界各地に派遣したプラント・ハンターのうち、もっとも多くの地域で新種植物の採集を行った1人であり、英領ガイアナ、ビルマ、コロンビアなどで採集を行った。

## 略歴
ケントで生まれた。ヴィーチ商会のチェルシーの栽培農園に庭師として雇われた。1880年に自ら外国での活動を志願して、チャールズ・カーティスに同行して、ボルネオに派遣され、ハリー・ヴィーチの指示を受け、生息地が知られていなかった食虫植物のウツボカズラの一種（Nepenthes northiana）を探索した。食虫植物の発見はできなかったが、2人は多くの熱帯植物の、ランなどを発見し、バークはイギリスへ、多くのランの種（Paphiopedilum stonei、Paphiopedilum lowii、Vandas）やツツジ、ウドノキ（Leea amabilis）などを持ち帰った。
1881年には、英領ガイアナに派遣され、1839年にロベルト・ヘルマン・ショムブルクとその弟が発見した後、見つけられなくなっていた食虫植物、Heliamphora nutansを再発見し、イギリスに持ち帰るのに成功した。英領ガイアナから、バークがイギリスに持ち帰ったランには、学名にバークの名がつけられた Zygopetalum burkei や、Phragmipedium lindleyanum がある。シソ科の Amasonia punicea も持ち帰った。
2年後、コチョウラン（Phalaenopsis）を採集するためにフィリピンを訪れ、Phalaenopsis mariae (1878年にバービッジがスールー諸島で発見していた）などをイギリスに導入し、ミンダナオ島では Phaius philippinensis を発見し、これはPhaius属のランがフィリピンで初めて見つかったことになった。フィリピンでは食虫植物の Nepenthes burkei も発見し、種小名にバークの名前がつけられた。アンボン島で Dendrobium taurinum も発見した。
その後、バークはニューギニアへ2度旅し、Cirrhopetalum robustum と Coelogyne veitchii をイギリスへ持ち帰り、ビルマでもランを探索した。1894年から1896年の間は3度、コロンビアを旅し、Cattleya mendelii、C. schroedera、C. trianae、Odontoglossum crispum を探した。最後の旅で Marattia burkei を持ち帰ったが、その採集場所を記したメモは失われていた。
1896年に、短期間イギリスに滞在した後、セレベス島、モルッカ諸島に旅立った。1897年4月11日、アンボン島で没した知らせはドイツ人旅行者によって知らされた。
ヴィーチ商会によれば、バークはロブ兄弟を除けば、多分最も広い範囲で最も多くの距離を旅した、ヴィーチ商会の植物採集者であったとし、イギリスでの生活を好まない性格は、ヴィーチ家のスー・シェファードの自伝にはバークは「ハリー・ヴィーチの最も変わっていて、最も長く働いた、最も冒険的なラン収集家」としている。